# Philips Sport Vereniging 2025-2026
Questa voce raccoglie le informazioni riguardanti il Philips Sport Vereniging nelle competizioni ufficiali della stagione 2025-2026.

## Maglie e sponsor
| Casa | Trasferta | Terza divisa |

## Rosa
Rosa aggiornata al 12 agosto 2025
| N. |                        | Ruolo | Calciatore        |
| -- | ---------------------- | ----- | ----------------- |
| 1  | Paesi Bassi (bandiera) | P     | Nick Olij         |
| 3  | Spagna (bandiera)      | D     | Yarek Gasiorowski |
| 4  | Paesi Bassi (bandiera) | D     | Armando Obispo    |
| 5  | Croazia (bandiera)     | A     | Ivan Perišić      |
| 6  | Paesi Bassi (bandiera) | D     | Ryan Flamingo     |
| 7  | Paesi Bassi (bandiera) | A     | Ruben van Bommel  |
| 8  | Stati Uniti (bandiera) | D     | Sergiño Dest      |
| 9  | Stati Uniti (bandiera) | A     | Ricardo Pepi      |
| 14 | Francia (bandiera)     | A     | Alassane Pléa     |
| 17 | Brasile (bandiera)     | C     | Mauro Júnior      |

| N. |                                 | Ruolo | Calciatore          |
| -- | ------------------------------- | ----- | ------------------- |
| 19 | Bosnia ed Erzegovina (bandiera) | A     | Esmir Bajraktarević |
| 20 | Paesi Bassi (bandiera)          | C     | Guus Til            |
| 21 | Marocco (bandiera)              | A     | Couhaib Driouech    |
| 22 | Paesi Bassi (bandiera)          | C     | Jerdy Schouten      |
| 23 | Paesi Bassi (bandiera)          | C     | Joey Veerman        |
| 24 | Paesi Bassi (bandiera)          | P     | Niek Schiks         |
| 25 | Francia (bandiera)              | D     | Kiliann Sildillia   |
| 26 | Paesi Bassi (bandiera)          | C     | Isaac Babadi        |
| 27 | Romania (bandiera)              | A     | Dennis Man          |
| 28 | Paesi Bassi (bandiera)          | C     | Tygo Land           |
| 32 | Rep. Ceca (bandiera)            | P     | Matěj Kovář         |
| 34 | Marocco (bandiera)              | D     | Ismael Saibari      |
| 39 | Burkina Faso (bandiera)         | C     | Adamo Nagalo        |

## Calciomercato

### Sessione estiva
| Acquisti         | Acquisti          | Acquisti            | Acquisti                    |
| R.               | Nome              | da                  | Modalità                    |
| ---------------- | ----------------- | ------------------- | --------------------------- |
| A                | Ruben van Bommel  | AZ Alkmaar          | definitivo (15,8 milioni €) |
| D                | Yarek Gasiorowski | Valencia            | definitivo (9,8 milioni €)  |
| A                | Dennis Man        | Parma               | definitivo (8,5 milioni €)  |
| D                | Kiliann Sildillia | Friburgo            | definitivo (5,8 milioni €)  |
| A                | Alassane Pléa     | Borussia M'gladbach | definitivo (4,5 milioni €)  |
| P                | Nick Olij         | Sparta Rotterdam    | definitivo (3 milioni €)    |
| P                | Matěj Kovář       | Bayer Leverkusen    | prestito                    |
| Altre operazioni |                   |                     |                             |
| R.               | Nome              | da                  | Modalità                    |

| Cessioni         | Cessioni         | Cessioni         | Cessioni                  |
| R.               | Nome             | a                | Modalità                  |
| ---------------- | ---------------- | ---------------- | ------------------------- |
| C                | Malik Tillman    | Bayer Leverkusen | definitivo (35 milioni €) |
| A                | Noa Lang         | Napoli           | definitivo (25 milioni €) |
| A                | Johan Bakayoko   | RB Lipsia        | definitivo (18 milioni €) |
| D                | Olivier Boscagli | Brighton         | gratuito                  |
| P                | Walter Benítez   | Crystal Palace   | gratuito                  |
| D                | Richard Ledezma  | Guadalajara      | gratuito                  |
| P                | Joël Drommel     | Sparta Rotterdam | prestito                  |
| D                | Rick Karsdorp    |                  | svincolato                |
| A                | Luuk de Jong     |                  | svincolato                |
| A                | Lucas Pérez      |                  | svincolato                |
| Altre operazioni |                  |                  |                           |
| R.               | Nome             | da               | Modalità                  |
| D                | Tyrell Malacia   | Manchester Utd   | fine prestito             |

### Sessione invernale
| Acquisti         | Acquisti         | Acquisti         | Acquisti         |
| R.               | Nome             | da               | Modalità         |
| Altre operazioni | Altre operazioni | Altre operazioni | Altre operazioni |
| R.               | Nome             | da               | Modalità         |
| ---------------- | ---------------- | ---------------- | ---------------- |

| Cessioni         | Cessioni         | Cessioni         | Cessioni         |
| R.               | Nome             | a                | Modalità         |
| Altre operazioni | Altre operazioni | Altre operazioni | Altre operazioni |
| R.               | Nome             | da               | Modalità         |
| ---------------- | ---------------- | ---------------- | ---------------- |

## Risultati

### Eredivisie

#### Girone di andata
| Arbitro: | Nijhuis |

|                                                                          |           |            |
| Van Bommel 3’ Perišić 40’ Dest 45+2’ Veerman 50’ Til 73’ Gasiorowski 77’ | Marcatori | 63’ Ltaief |

| Arbitro: | Van der Eijk |

|  |           |                              |
|  | Marcatori | 7’ (aut.) Bruns 54’ Schouten |

| Eindhoven 23 agosto 2025, ore 18:45 CEST 3ª giornata | PSV | – | Groningen | Philips Stadion |

| Eindhoven 30 agosto 2025, ore 20:00 CEST 4ª giornata | PSV | – | Telstar | Philips Stadion |

| Nijmegen 13 settembre 2025, ore 18:45 CEST 5ª giornata | N.E.C. | – | PSV | Goffertstadion |

| Eindhoven 21 settembre 2025, ore 14:30 CEST 6ª giornata | PSV | – | Ajax | Philips Stadion |

| Rotterdam 7ª giornata | Excelsior | – | PSV | Stadion Woudestein |

| Zwolle 8ª giornata | PEC Zwolle | – | PSV | MAC³PARK Stadion |

### Johan Cruijff Schaal
| Arbitro: | Kooij |

|                            |           |           |
| Nauber 78’ (aut.) Dest 84’ | Marcatori | 35’ Suray |

## Statistiche
Aggiornate al 17 agosto 2025

### Statistiche di squadra
| Competizione         | Punti | In casa | In casa | In casa | In casa | In casa | In casa | In trasferta | In trasferta | In trasferta | In trasferta | In trasferta | In trasferta | Totale | Totale | Totale | Totale | Totale | Totale | DR |
| Competizione         | Punti | G       | V       | N       | P       | Gf      | Gs      | G            | V            | N            | P            | Gf           | Gs           | G      | V      | N      | P      | Gf     | Gs     | DR |
| -------------------- | ----- | ------- | ------- | ------- | ------- | ------- | ------- | ------------ | ------------ | ------------ | ------------ | ------------ | ------------ | ------ | ------ | ------ | ------ | ------ | ------ | -- |
| Eredivisie           | 3     | 1       | 1       | 0       | 0       | 6       | 1       | 1            | 1            | 0            | 0            | 2            | 0            | 2      | 2      | 0      | 0      | 8      | 1      | +7 |
| KNVB Beker           | -     |         |         |         |         |         |         |              |              |              |              |              |              |        |        |        |        |        |        |    |
| Johan Cruijff Schaal | [ 2 ] | 1       | 1       | 0       | 0       | 2       | 1       | -            | -            | -            | -            | -            | -            | 1      | 1      | 0      | 0      | 2      | 1      | +1 |
| Champions League     | -     |         |         |         |         |         |         |              |              |              |              |              |              |        |        |        |        |        |        |    |
| Totale               | -     | 2       | 2       | 0       | 0       | 8       | 2       | 1            | 1            | 0            | 0            | 2            | 0            | 3      | 3      | 0      | 0      | 10     | 2      | +8 |

### Andamento in campionato
| Giornata  | 1 | 2 | 3 | 4 | 5 | 6 | 7 | 8 | 9 | 10 | 11 | 12 | 13 | 14 | 15 | 16 | 17 | 18 | 19 | 20 | 21 | 22 | 23 | 24 | 25 | 26 | 27 | 28 | 29 | 30 | 31 | 32 | 33 | 34 |
| --------- | - | - | - | - | - | - | - | - | - | -- | -- | -- | -- | -- | -- | -- | -- | -- | -- | -- | -- | -- | -- | -- | -- | -- | -- | -- | -- | -- | -- | -- | -- | -- |
| Luogo     | C | T |   |   |   |   |   |   |   |    |    |    |    |    |    |    |    |    |    |    |    |    |    |    |    |    |    |    |    |    |    |    |    |    |
| Risultato | V | V |   |   |   |   |   |   |   |    |    |    |    |    |    |    |    |    |    |    |    |    |    |    |    |    |    |    |    |    |    |    |    |    |
| Posizione | 1 |   |   |   |   |   |   |   |   |    |    |    |    |    |    |    |    |    |    |    |    |    |    |    |    |    |    |    |    |    |    |    |    |    |

Legenda:

Luogo: C = Casa; T = Trasferta. Risultato: V = Vittoria; N = Pareggio; P = Sconfitta.

### Andamento in UEFA Champions League
| Giornata  | 1 | 2 | 3 | 4 | 5 | 6 | 7 | 8 |
| --------- | - | - | - | - | - | - | - | - |
| Luogo     |   |   |   |   |   |   |   |   |
| Risultato |   |   |   |   |   |   |   |   |
| Posizione |   |   |   |   |   |   |   |   |

Legenda:

Luogo: C = Casa; T = Trasferta. Risultato: V = Vittoria; N = Pareggio; P = Sconfitta.

### Statistiche dei giocatori
In corsivo i calciatori che hanno lasciato la squadra a stagione in corso.
| Giocatore        | Eredivisie | Eredivisie | Eredivisie  | Eredivisie | KNVB beker | KNVB beker | KNVB beker  | KNVB beker | Johan Cruijff Schaal | Johan Cruijff Schaal | Johan Cruijff Schaal | Johan Cruijff Schaal | UEFA Champions League | UEFA Champions League | UEFA Champions League | UEFA Champions League | Totale   | Totale | Totale      | Totale     |
| Giocatore        | Presenze   | Reti       | Ammonizioni | Espulsioni | Presenze   | Reti       | Ammonizioni | Espulsioni | Presenze             | Reti                 | Ammonizioni          | Espulsioni           | Presenze              | Reti                  | Ammonizioni           | Espulsioni            | Presenze | Reti   | Ammonizioni | Espulsioni |
| ---------------- | ---------- | ---------- | ----------- | ---------- | ---------- | ---------- | ----------- | ---------- | -------------------- | -------------------- | -------------------- | -------------------- | --------------------- | --------------------- | --------------------- | --------------------- | -------- | ------ | ----------- | ---------- |
| I. Babadi        | 0          | 0          | 0           | 0          | 0          | 0          | 0           | 0          | 0                    | 0                    | 0                    | 0                    | 0                     | 0                     | 0                     | 0                     | 0        | 0      | 0           | 0          |
| E. Bajraktarević | 1          | 0          | 0           | 0          | 0          | 0          | 0           | 0          | 0                    | 0                    | 0                    | 0                    | 0                     | 0                     | 0                     | 0                     | 1        | 0      | 0           | 0          |
| O. Boscagli      | 0          | 0          | 0           | 0          | 0          | 0          | 0           | 0          | 0                    | 0                    | 0                    | 0                    | 0                     | 0                     | 0                     | 0                     | 0        | 0      | 0           | 0          |
| M. Dams          | 0          | 0          | 0           | 0          | 0          | 0          | 0           | 0          | 0                    | 0                    | 0                    | 0                    | 0                     | 0                     | 0                     | 0                     | 0        | 0      | 0           | 0          |
| S. Dest          | 2          | 1          | 1           | 0          | 0          | 0          | 0           | 0          | 1                    | 1                    | 0                    | 0                    | 0                     | 0                     | 0                     | 0                     | 3        | 2      | 1           | 0          |
| C. Driouech      | 2          | 0          | 0           | 0          | 0          | 0          | 0           | 0          | 1                    | 0                    | 0                    | 0                    | 0                     | 0                     | 0                     | 0                     | 3        | 0      | 0           | 0          |
| R. Flamingo      | 2          | 0          | 1           | 0          | 0          | 0          | 0           | 0          | 1                    | 0                    | 0                    | 0                    | 0                     | 0                     | 0                     | 0                     | 3        | 0      | 1           | 0          |
| Y. Gasiorowski   | 2          | 1          | 0           | 0          | 0          | 0          | 0           | 0          | 1                    | 0                    | 0                    | 0                    | 0                     | 0                     | 0                     | 0                     | 3        | 1      | 0           | 0          |
| M. Júnior        | 2          | 0          | 0           | 0          | 0          | 0          | 0           | 0          | 1                    | 0                    | 0                    | 0                    | 0                     | 0                     | 0                     | 0                     | 3        | 0      | 0           | 0          |
| M. Kovář         | 2          | -1         | 0           | 0          | 0          | -0         | 0           | 0          | 1                    | -1                   | 0                    | 0                    | 0                     | -0                    | 0                     | 0                     | 3        | -2     | 0           | 0          |
| T. Land          | 1          | 0          | 0           | 0          | 0          | 0          | 0           | 0          | 0                    | 0                    | 0                    | 0                    | 0                     | 0                     | 0                     | 0                     | 1        | 0      | 0           | 0          |
| D. Man           | 0          | 0          | 0           | 0          | 0          | 0          | 0           | 0          | 0                    | 0                    | 0                    | 0                    | 0                     | 0                     | 0                     | 0                     | 0        | 0      | 0           | 0          |
| A. Nagalo        | 0          | 0          | 0           | 0          | 0          | 0          | 0           | 0          | 0                    | 0                    | 0                    | 0                    | 0                     | 0                     | 0                     | 0                     | 0        | 0      | 0           | 0          |
| A. Obispo        | 0          | 0          | 0           | 0          | 0          | 0          | 0           | 0          | 1                    | 0                    | 0                    | 0                    | 0                     | 0                     | 0                     | 0                     | 1        | 0      | 0           | 0          |
| N. Olij          | 0          | -0         | 0           | 0          | 0          | -0         | 0           | 0          | 0                    | -0                   | 0                    | 0                    | 0                     | -0                    | 0                     | 0                     | 0        | -0     | 0           | 0          |
| R. Pepi          | 0          | 0          | 0           | 0          | 0          | 0          | 0           | 0          | 1                    | 0                    | 0                    | 0                    | 0                     | 0                     | 0                     | 0                     | 1        | 0      | 0           | 0          |
| I. Perišić       | 2          | 1          | 0           | 0          | 0          | 0          | 0           | 0          | 1                    | 0                    | 0                    | 0                    | 0                     | 0                     | 0                     | 0                     | 3        | 1      | 0           | 0          |
| A. Pléa          | 2          | 0          | 0           | 0          | 0          | 0          | 0           | 0          | 1                    | 0                    | 0                    | 0                    | 0                     | 0                     | 0                     | 0                     | 3        | 0      | 0           | 0          |
| I. Saibari       | 2          | 0          | 0           | 0          | 0          | 0          | 0           | 0          | 1                    | 0                    | 0                    | 0                    | 0                     | 0                     | 0                     | 0                     | 3        | 0      | 0           | 0          |
| J. Schouten      | 2          | 1          | 1           | 0          | 0          | 0          | 0           | 0          | 1                    | 0                    | 0                    | 0                    | 0                     | 0                     | 0                     | 0                     | 3        | 1      | 1           | 0          |
| K. Sildillia     | 2          | 0          | 0           | 0          | 0          | 0          | 0           | 0          | 0                    | 0                    | 0                    | 0                    | 0                     | 0                     | 0                     | 0                     | 2        | 0      | 0           | 0          |
| G. Til           | 2          | 1          | 0           | 0          | 0          | 0          | 0           | 0          | 1                    | 0                    | 0                    | 0                    | 0                     | 0                     | 0                     | 0                     | 3        | 1      | 0           | 0          |
| J. Veerman       | 2          | 1          | 0           | 0          | 0          | 0          | 0           | 0          | 1                    | 0                    | 0                    | 0                    | 0                     | 0                     | 0                     | 0                     | 3        | 1      | 0           | 0          |
| R. van Bommel    | 2          | 1          | 0           | 0          | 0          | 0          | 0           | 0          | 1                    | 0                    | 0                    | 0                    | 0                     | 0                     | 0                     | 0                     | 3        | 1      | 0           | 0          |